# 林書陽
林 書陽（りん しょよう、リン・スゥヤン、1989年9月19日 - ）は、台湾の囲碁棋士。台湾棋院所属、七段。中環杯囲棋オープン戦優勝など。

## 経歴
1999年に全国囲棋学生名人戦で5位、2001年準優勝、同年アマチュア十傑戦ベスト4。2003年初段。2004年CMC杯準優勝。2005年国手戦リーグ入り。2006年東鋼杯準優勝。2008年五段。2009年愛心杯戦で蕭正浩を2-0で破り棋戦初優勝、中環杯戦、碁聖戦でも優勝。2011年七段。
2008、09年には中国乙級・丙級リーグに台湾棋院チームとして出場。

### タイトル歴
- 愛心杯プロ囲棋戦 2009年(第2期)
- 中環杯囲棋オープン戦 2009、12年
- 碁聖戦 2009年

### 他の棋歴
- CMC杯電視快棋戦 準優勝 2004年
- 東鋼杯プロ囲棋戦 準優勝 2006、12年
- 張栩杯U20囲棋戦 準優勝 2008年
- 国手戦 挑戦者 2010年
- 中環杯囲棋オープン戦 準優勝 2011年
- 中国囲棋リーグ戦
  - 2008年乙級 （台湾棋院）1-6
  - 2009年丙級 （台湾棋院）1-6